# Nevis
Nevis sziget a Karib-tengerben, a Saint Christopher-Nevis-szigetek kisebbik tagja, a Kis-Antillákhoz tartozó Szélcsendes-szigetek részei. A Saint Kitts és Nevis Föderáció 1983-as megalapítása óta annak egyik teljes jogú tagállama, mely saját kormánnyal és parlamenttel rendelkezik.

## Földrajz, fekvés
Nevis a Kis-Antillák egyik szigetcsoportjának, a Szélcsendes-szigeteknek az egyik legkisebb tagja, Saint Christopher szigettől kb. 3 km-re. Nevis szigetének belsejében található egy vulkán, a sziget települései ennek köré épültek. Bár a turizmus Saint Kittsen összpontosul, viszonylag sokan látogatják Nevist is a helyi vulkán miatt.

## Történelem

### A 20. század történelme: csatlakozás a független Saint Kitts-Nevis Föderációhoz
1983. szeptember 19-én Saint Kitts-Nevis, az Egyesült Királyság addigi teljes jogú társult állama, független állam lett. Az új állam akkori vezetője, Sir Clement Arrindell - aki addig az Egyesült Királyságot képviselte a szigeteken - a független ország államfő-helyettese lett főkormányzóként, mint II. Erzsébet brit királynő képviselője, valamint Kennedy Simmonds miniszterelnök egy kéttagú államszövetséget hozott létre. A Saint Kitts-Nevis addigi brit gyarmatból létrehozott föderáció két tagállama Saint Kitts, valamint Nevis lett. Saint Kitts-nek nem lett saját kormánya, mivel annak vezetését a szövetségi kormányzat vette át. Az új állam alkotmánya széles körű önkormányzatot, teljes végrehajtói és törvényhozói autonómiát adott Nevis szigetnek. A nevisi állam tartományi kormányának elnöke Simeon Daniel lett, a Nevisi Reformáció Párt jelöltje. Az új államban a brit/Saint Kitts és Nevis-i királynő képviselője a Főkormányzó-helyettes lett, 1983 és 1992 között Weston Parris.

## Államszervezet és közigazgatás
Bár Saint Kitts és Nevis államformája szövetségi alkotmányos monarchia és így elvileg több tagállamból áll, gyakorlatban csak egy szövetségi és egy tagállami kormány van: Saint Kitts ugyanis átadta autonóm jogköreit a szövetségi kormányzatnak, lévén hogy Saint Kitts szigetén van a szövetségi központ. A charlestowni székhelyű Nevis Alkotmányos Monarchia a Saint Kitts és Nevis Államszövetség kisebbik tagállama. Az államfő a Nemzetközösség királyságainak uralkodója, 1952 óta II. Erzsébet brit királynő, aki 1983 óta irányítja a független államot. A királynőt a Főkormányzó képviseli, jelenleg Sir Cuthbert Sebastian. Saint Kitts-Nevis végrehajtó hatalmát a szövetségi kormány gyakorolja, élén a miniszterelnökkel (jelenleg Denzil Llewellyn Douglas). 
A szövetségi vezető testületek mellett Nevis-nak is saját kormánya és parlamentje van. A kormány feje Joseph Parry, a Főkormányzó nevisi helyettese Eustace John.

### Közigazgatási beosztás
Nevist öt parókiára osztják:
- Saint Paul Charlestown
- Saint Thomas Lowland
- Saint George Gingerland
- Saint James Windward
- Saint John Figtree

## Etnikai, nyelvi, vallási megoszlás
Bővebben: Saint Kitts és Nevis Államszövetség etnikai, nyelvi és vallási adatai
Nevis sziget összlakossága a legutóbbi népszámlálás adatai alapján 12 106 fő. A sziget népsűrűsége 130 fő négyzetkilométerenként. A sziget legnépesebb városa az 1538 lakosú Charlestown, a tartomány fővárosa.

## Kultúra

### Kulturális intézmények

#### Kulturális világörökség
A kulturális világörökség része a Brimstone Hill Fortress Nemzeti Park. Az egyik legjobb állapotban megmaradt erőd Amerika gyarmatosításának idejéből. Brit hadmérnökök vezetésével rabszolgák építették.

## Ünnepek
- január 1.: újév
- január 2.: újév másnapja
- március/április:húsvét
- május 1.: a munka ünnepe
- június: pünkösd
- június 9.: Reina Királynő születésnapja
- augusztus 1.: augusztusi fesztivál
- szeptember 19.: a függetlenség napja
- december 25.: karácsony